# 소 요시나가
소 요시나가(宗 義暢, そう よしなが)는 일본 에도 시대 쓰시마 후추번의 제10대 번주이다.

## 생애
간포(寛保) 원년(1741년) 6월 27일, 8대 번주 소 요시유키(宗義如)의 셋째 아들로 태어났다. 엔쿄(延享) 3년(1746년) 12월에 사나쓰구 가즈마(真孫数馬)의 양자가 되어 그 가독을 잇고 원복할 때는 아버지의 이름자 한 자를 따서 사나쓰구 유키스케(真孫如資)라 하였다. 훗날 숙부인 9대 번주 요시시게의 양자가 되어 소 요시나가(宗義暢)로 이름을 바꾸었다. 호레키(宝暦) 12년(1762년) 윤4월 28일에 요시시게가 은거하면서 가독을 잇고 쓰시마 후추번의 제10대 번주가 되었다. 그러나 번의 정치 실권은 여전히 양아버지 요시시게가 쥐고 있었다. 5월에는 제10대 쇼군(将軍) ・ 도쿠가와 이에하루(徳川家治)를 알현하고 종4위하 관위 서임과 함께 시종(侍従) ・ 쓰시마노카미(対馬守) 관직으로 임명되었다.
이 무렵 쓰시마 후추번의 재정은 궁핍했고, 조선통신사의 접대 비용 등 막부로부터의 원조를 받아야 할 정도가 되었으며, 때문에 검약을 강조하거나 막부의 보조금 원조, 나아가 산킨코타이(参勤交代)를 3년에 한 번으로 단축시키는 등의 조치를 허락받았으나, 번의 재정은 재건되지 못했다. 더구나 가신(家臣) 스즈키 젠조(鈴木伝蔵)가 조선의 사신 최천종(崔天宗)을 살해한 사건이 발생해, 번의 혼란이 조장되기도 했던 시대였다.
안에이 5년(1776년)에 요시시게 사후 번의 실권을 쥐게 되었으나 안에이 7년(1778년) 1월 5일에 사망하였다. 향년 38세였다. 뒤를 이은 것은 넷째 아들 이사자부로(猪三郎)였으나, 그 또한 15세로 요절, 다시 아들 후슈가 뒤를 이었다.

## 조선과의 관계
요시나가가 처음 가독을 잇고 쓰시마 후추번의 번주가 되었던 영조 38년(1762년) 10월에 자신의 번주 계승을 조선에 고하는 승습고경대차왜(고습사告襲使)로 오노노 젠젠(小野典膳) 미나모토노 유키나가(源如長), 도선주 노무라 기요우에몬(野村淸右衛門) 도 사네나카(藤直中), 봉진 고지마 우사에몬(小嶋宇左衛門) 등을 조선으로 파견하였는데, 조선측의 대일외교를 맡은 동래부사 권도(權噵)는 시봉 인원이 평소보다 많은 것에 대해 이를 질책하고 돌려보냈다.
영조 39년(1763년) 조선통신사로 파견된 조엄의 《해사일기》(海槎日記)에는 10월 27일에 처음 쓰시마에 닿은 조선 통신사를 요시시게 자신이 나와서 맞이하였고, 이때 요시시게에 대해 조엄은 "무진년 통신사 때의 태수(太守) 의여(義如, 요시유키)의 아들로서, 나이가 바야흐로 23세인데, 사람 됨이 퍽 순량(順良)하여 비록 오랑캐 나라 한 섬의 추장이지만 다른 오랑캐보다는 조금 다르다고 할만하였다."고 평하고 있다.
조선의 《변례집요》에는 영조 을유년(1765년) 6월에 신임 쓰시마 도주로써 도서(圖書)를 거듭 바꿔 줄 것을 요청하는 사자를 보냈으며, 안에이 5년(1776년) 3월 소 요시시게가 사망했을 때 그의 죽음을 알리는 차왜를 조선에 파견하였으며 이 해 4월에 영조가 사망하고 석 달 뒤인 7월에 국휼조위차왜로써 스에 효고노스케(津江庫之助)와 봉진 히라야마 기치자부로(平山喜三郞)를 조선으로 보내 영조의 승하를 조문하였다. 12월에는 다시 정조의 즉위를 하례하는 차왜를 조선으로 파견하였다.

## 요시나가로부터 이름자를 받은 인물
- 히구치 나가토모(樋口暢朝, 친동생)
- 히구치 나가히데(樋口暢英, 친동생)
- 아자이 나가카타(浅井暢謙, 친동생)
- 다지마 나가시게(田島暢茂, 종형제이자 양아버지 요시시게의 차남으로 의형제에 해당한다)